# William Gilmore Simms
William Gilmore Simms (Charleston, 17 aprile 1806 – Charleston, 11 giugno 1870) è stato uno scrittore, poeta e storico statunitense.
I suoi romanzi ottennero molto successo nel XIX secolo ed Edgar Allan Poe lo dichiarò il migliore romanziere che l'America avesse mai prodotto. In anni più recenti, le sue opere hanno perso il favore del pubblico, anche se è tuttora conosciuto tra gli studiosi come uno dei maggiori esponenti della letteratura sudista dell'anteguerra. È inoltre ricordato per la sua forte opposizione a La capanna dello zio Tom, in risposta al quale scrisse dei commenti ed un romanzo.

## Biografia
Simms nacque il 17 aprile 1806 a Charleston, in South Carolina, di discendenza scozzese ed irlandese. La madre morì durante la sua infanzia e il padre fallì in affari. Di conseguenza, Simms venne allevato dalla nonna. Durante l'adolescenza, lavorò come commesso nel negozio di un droghiere, poi iniziò a studiare legge a diciotto anni. Sposò Anne Malcolm Giles nel 1826. Iniziò ad esercitare la professione di legale nel 1827, anche se abbandonò ben presto per dedicarsi alla letteratura.

### Primi scritti
All'età di otto anni iniziò a scrivere poesie e a 19 anni produsse una monodia sul generale Charles Cotesworth Pinckney. Due anni dopo, nel 1827, comparve Lyrical and Other Poems and Early Lays. Nel 1828 divenne giornalista ed editore, nonché azionista del giornale locale, il City Gazette, ruoli che mantenne fino al 1832, quando la testata fallì. Simms rivolse quindi la sua attenzione interamente alla scrittura e pubblicò in rapida successione Tile Vision of Cones, Cain, and Other Poems (1829); The Tricolor, or Three Days of Blood in Paris (1830); e il suo poema più famoso, Atalantis, a Tale of the Sea (1832). Atalantis determinò ben presto la sua fama come autore. Il suo romanzo Martin Faber, the Story of a Criminal, versione ampliata del racconto intitolato "The Confessions of a Murderer", venne pubblicato nel 1833 permettendo a Simms di farsi conoscere a tutta la nazione.

### Romanzi sul Sud
Simms scrisse diversi romanzi che diventarono piuttosto popolari tra il 1830 e il 1860, spesso concentrandosi sul periodo coloniale e pre-coloniale della storia del sud degli Stati Uniti. Tra questi si annoverano The Yemassee (1835); The Lily and the Totem, or, The Huguenots in Florida (1850); Vasconselos (1853); e The Cassique of Kiawah (1859). Molti critici sostengono che The Cassique of Kiawah sia il miglior libro di Simms. Inizialmente i lettori del Sud, specialmente quelli della sua città natale, non apprezzarono Simms e le sue opere, in quanto non era di estrazione aristocratica. Comunque poi venne segnalato come la versione sudista di James Fenimore Cooper e gli abitanti di Charleston lo invitarono a far parte della prestigiosa St. Cecilia Society.
Simms scrisse anche otto romanzi ambientati nella Carolina del Sud durante la Guerra d'indipendenza americana, iniziando con The Partisan (1835), che è probabilmente il libro più letto tra le opere di Simms, e Katherine Walton (1851). Altri titoli sono Mellichampe (1836), The Kinsmen (1841), The Forayers (1855), Eutaw (1856), e Joscelyn (1867). Infine scrisse dieci romanzi che trattavano dell'’espansione nei territori di frontiera dalla Georgia alla Louisiana, tra cui Richard Hurdis; o, the Avenger of Blood. A Tale of Alabama (1838) e Border Beagles: A Tale of Mississippi (1840). Nel 1852, Simms pubblicò The Tennessean's Story, l'unico suo libro intriso di humor sudista. Scrisse anche poesie e in una lettera al critico letterario e poeta Rufus Wilmot Griswold sostenne di non essere interessato alla forma come al contenuto, “combattuto tra il desiderio di apparire corretto e il grande desiderio di essere originale e vero”.
Negli anni 40 dell’ottocento, la fama di Simms era ormai così grande che Edgar Allan Poe lo dichiarò “il migliore romanziere che il nostro Paese nel complesso ha prodotto” e "di gran lunga il miglior scrittore di narrativa in America". Tuttavia, nonostante la fama e la reputazione acquistate in vita, oggigiorno i romanzi di Simms sono per la maggior parte fuori catalogo e non vengono più stampati. È comunque ancora conosciuto tra gli studiosi in quanto autore di spicco della letteratura ante-guerra civile.

### Lavoro come storico
Simms era uno dei migliori e più rispettati storici del suo tempo. La sua History of South Carolina (1842) è stata usata per molte generazioni come testo scolastico di storia. Scrisse anche le biografie degli eroi di guerra Francis Marion, Nathanael Greene e John Laurens. Inoltre era professore di storia americana e possedeva una delle più grandi collezioni di manoscritti sulla guerra d'indipendenza americana. Sfortunatamente, la maggior parte della sua collezione è andata perduta quando l'esercito di William Tecumseh Sherman appiccò il fuoco alla sua casa.

### Scritti pro-schiavismo
Simms è ricordato anche per il suo forte sostegno al sistema della schiavitù e per la conseguente opposizione al romanzo abolizionista di Harriet Beecher Stowe La capanna dello zio Tom, in risposta al quale scrisse addirittura un libro intitolato The Sword and the Distaff.
Anche se il suo romanzo venne pubblicato solo qualche mese dopo quello della Stowe, contiene delle sezioni e discussioni che sono chiaramente in contrasto con il libro della Stowe e con la sua visione della schiavitù. Il romanzo si concentra sulla guerra di indipendenza e le sue conseguenze attraverso le vite del Capitano Porgy e di uno dei suoi schiavi. Anche molti degli altri scritti di Simms hanno un punto di vista pro-schiavitù.
Il libro di Simms fu uno dei vari romanzi anti-Tom scritti dopo la pubblicazione di quello di Harriet Stowe. Come quello di Simms, questi romanzi tendono a presentare un patriarca bianco benevolo ed una moglie pura, che guidano insieme una piantagione in cui lavorano degli schiavi che recitano la parte di “figli”, al fine di creare una famiglia estesa e felice. Il romanzo di Simms fu abbastanza popolare e venne quindi ristampato nel 1854 con il titolo Woodcraft.

### Ultimi anni
Durante gli ultimi anni della sua vita, Simms entrò a far parte della casta dei proprietari di piantagioni e supportò fermamente la schiavitù e la secessione. Durante la guerra civile, abbracciò infatti la causa secessionista. Prestò poi servizio nella House of Representatives tra il 1844 e il 1846, dopodiché venne battuto alle elezioni di luogotenente-governatore per solo un voto. Morì nella sua casa in Society Street a Charleston l'11 giugno 1870; è sepolto al Magnolia Cemetery.

## Opere
- Lyrical and Other Poems (1827)
- Tile Vision of Cones, Cain, and Other Poems (1829)
- The Tricolor, or Three Days of Blood in Paris (1830)
- Atalantis, a Tale of the Sea (1832).
- Martin Faber, the Story of a Criminal (1833)
- The Yemassee (1835)
- The Partisan (1835)
- Mellichampe (1836)
- Richard Hurdis; or, the Avenger of Blood. A Tale of Alabama (1838)
- Border Beagles: A Tale of Mississippi (1840)
- The Kinsmen (1841)
- History of South Carolina (1842)
- The Lily and the Totem, or, The Huguenots in Florida (1850)
- Katherine Walton (1851)
- The Tennessean's Story (1852)
- Vasconselos (1853)
- Woodcraft (1854)
- The Forayers (1855)
- Eutaw (1856)
- The Cassique of Kiawah (1859)
- Joscelyn (1867)